# Liniensystem (Typografie)
In der Typografie können die Höhen und gegebenenfalls die Höhenabschnitte der Buchstaben durch mehrere Hilfslinien gekennzeichnet werden, die jeweils ein Liniensystem ergeben. Bei Großbuchstaben (Majuskeln) ist es ein Zweiliniensystem, bei Kleinbuchstaben (Minuskeln) dagegen ein  Vierliniensystem. Im Fall einer Kapitälchen-Schrift ergibt sich ein Dreiliniensystem.
Der Artikel bezieht sich auf das lateinische Schriftsystem und auf Buchstaben aus lateinischen Alphabeten. In anderen Schriftsystemen können sich andere Liniensysteme ergeben. Beispielsweise ist bei der georgischen Schrift, die keine Groß-/Kleinschreibung kennt, ein Vierlinienschema anwendbar, jedoch haben die Linien andere Abstände als im Vierliniensystem der lateinischen Schriften.

## Zweiliniensystem
Da Großbuchstaben gleich hoch sind, passen sie in ein Zweiliniensystem (oder Zweilinienschema). Sie stehen auf der Grundlinie und reichen oben bis zur sogenannten H-Linie. Versalziffern werden ebenfalls durch diese beiden Linien begrenzt.
Die Höhe der Großbuchstaben und der Versalziffern bezeichnet man als Majuskelhöhe oder Versalhöhe.

## Vierliniensystem

Typografische horizontale Hilfslinien und Höhen

Kleinbuchstaben sind insgesamt in drei „Etagen“ angeordnet, die durch vier Linien markiert werden. Somit ergibt sich ein Vierliniensystem (auch Vierlinienschema oder Hauptliniensystem genannt). Mediävalziffern sind ebenfalls in diesem Vierliniensystem angeordnet. Der Übersichtlichkeit halber ist nachfolgend nur von Kleinbuchstaben die Rede.

### Die Hauptlinien
- Die Grundlinie (oder Schriftlinie) ist die Linie, auf der Klein- und Großbuchstaben stehen.
- Die x-Linie (oder Mittellinie[2]) ist die obere Grenze von Kleinbuchstaben wie n, u oder x.
- Die H-Linie ist die obere Grenze von Großbuchstaben. Bei den meisten Schriftarten ist sie es auch für Kleinbuchstaben, wie b, f und k, die die x-Linie nach oben überschreiten.[1]
- Die p-Linie ist die untere Grenze von Kleinbuchstaben, die die Grundlinie nach unten überschreiten, wie g, p und y.

Bei der Renaissance-Antiqua und von dieser abgeleiteten Schriftarten sind Kleinbuchstaben wie b, f und k etwas höher als die Großbuchstaben. Speziell für diese Schriftarten wird daher eine zusätzliche Linie definiert: die k-Linie als obere Grenze von Kleinbuchstaben wie b, f und k. Die k-Linie liegt etwas höher als die H-Linie.

### Höhenabschnitte der Kleinbuchstaben
- Die Mittellänge ist der Teil der Kleinbuchstaben, der zwischen Grundlinie und x-Linie liegt. Das entsprechende Maß, der Abstand von Grundlinie und x-Linie, wird als x-Höhe oder Minuskelhöhe bezeichnet.[1]
- Die Oberlänge ist der Teil oberhalb der x-Linie.
- Die Unterlänge ist der Teil unterhalb der Grundlinie.

Nach diesen Höhenabschnitten können die Kleinbuchstaben des lateinischen Grundalphabets bei Antiqua-Schriftarten in der Regel so eingeteilt werden:
- Nur Mittellänge haben a, c, e, m, n, o, r, s, u, v, w, x, z.
- Eine Oberlänge haben b, d, f, h, i, j, k, l, t.
- Eine Unterlänge haben g, j, p, q, y.
- Der Buchstabe j hat Oberlänge und Unterlänge.

Die Oberlängen beziehungsweise Unterlängen verschiedener Buchstaben sind nicht immer gleich hoch. Beispielsweise ist das t oft niedriger als d oder k.

## Dreiliniensystem
Bei Kapitälchen werden die Kleinbuchstaben als kleine Großbuchstaben-Varianten wiedergegeben. Dadurch ergibt sich ein Dreiliniensystem (oder Dreilinienschema). Die drei Linien entsprechen hier den oberen drei Linien des Vierliniensystems – allerdings liegt die mittlere Linie manchmal etwas höher.

## Weitere Höhenmaße und Linien
Die Akzenthöhe ist der vertikale Abstand des oberen Scheitelpunktes von Großbuchstaben mit Akzent (z. B. Á oder Ê) von der Grundlinie. Die zugehörige Höhenlinie wird Á-Linie genannt.
Die Schriftbildhöhe ist die größte vertikale Ausdehnung einer Schrift. Sie wird meist als hp-Höhe angegeben, also die Summe aus Ober-, Mittel- und Unterlänge. Gegebenenfalls werden auch Versalhöhe und Unterlänge oder Akzenthöhe und Unterlänge addiert.
Einzelne Buchstaben haben einen sogenannten Überhang, wenn sie zum Zweck eines optischen Ausgleichs minimal größer gezeichnet werden als von den Hauptlinien vorgegeben. Vier Überhanglinien ergeben sich, wenn man alle Fälle des Überhangs mit einer Linie markiert. Überhanglinien liegen minimal höher bzw. tiefer als die jeweilige Hauptlinie.